# 281 pr. n. št.
Stoletja: 4. stoletje pr. n. št. - 3. stoletje pr. n. št. - 2. stoletje pr. n. št.
Desetletja: 330. pr. n. št. 320. pr. n. št. 310. pr. n. št. 300. pr. n. št. 290. pr. n. št. - 280. pr. n. št. - 270. pr. n. št. 260. pr. n. št. 250. pr. n. št. 240. pr. n. št. 230. pr. n. št.
Leta: 286 pr. n. št. 285 pr. n. št. 284 pr. n. št. 283 pr. n. št. 282 pr. n. št.  - 281 pr. n. št. - 280 pr. n. št. 279 pr. n. št. 278 pr. n. št. 277 pr. n. št. 276 pr. n. št.

## Dogodki
- bitka pri Kurupediju
- Končajo se diadohske vojne; ustanovitev kraljestev Makedonija, Mala Azija in Egipt.

## Rojstva
- Hrizip, starogrški filozof, stoik († 205 pr. n. št.)

## Smrti
- Lizimah
- Selevk I. Nikator